# Digby Gut
Digby Gut är ett sund i Kanada.   Det ligger i provinsen Nova Scotia, i den sydöstra delen av landet, 800 km öster om huvudstaden Ottawa.
I omgivningarna runt Digby Gut växer i huvudsak blandskog.